# Wacław Młodecki
Wacław Młodecki – polski inżynier.
Syn Juliana. W 1919 był poszukiwany przez Sąd Pokoju w Warszawie 25-okręgu, jako zamieszkały pod adresem Aleje Jerozolimskie 137. Do 1939 przy Alejach Jerozolimskich w Warszawie prowadził fabrykę sprzętu spawalniczego (nr 67) oraz był dyrektorem i współwłaścicielem fabryki „Polski Tlen" (nr 95). Po wybuchu II wojny światowej podczas okupacji niemieckiej został aresztowany przez Niemców, był więziony na Pawiaku, po czym 11 września 1941 został przetransportowany do obozu Auschwitz-Birkenau.

## Odznaczenia i ordery
- Krzyż Oficerski Orderu Odrodzenia Polski (20 lipca 1946, uchwałą Prezydium Krajowej Rady Narodowej za zasługi położone w dziele organizacji administracji kolejowej oraz odbudowy i uruchomienia komunikacji i transportu kolejowego na terenie kraju)[4]
- Medal 10-lecia Polski Ludowej (22 grudnia 1954, na wniosek Ministra Kolei)[5]